# Ordre de bataille confédéré de la campagne de Knoxville
Les unités et commandants suivants de l'armée des États confédérés lors de la campagne de Knoxville et les opérations postérieures dans l'est du Tennessee pendant la guerre de Sécession du 4 novembre au 31 décembre 1863, sous le commandement du lieutenant général James Longstreet. Les engagements de cette campagne comprennent la bataille de Dandridge et la bataille de Bean's Station. L'ordre de bataille est compilé à partir de l'organisation de l'armée lors de la campagne. L'ordre de bataille unioniste est indiqué séparément.

## Abréviations utilisées

### Grade militaire
- Général
- Lieutenant général
- Major général
- Brigadier général
- Colonel
- Lieutenant-colonel
- Commandant
- Capitaine
- Premier lieutenant
- Bvt = Brevet

### Autres
- (b) = blessé
- (mb) = mortellement blessé
- (†) = tué
- (PDG) = capturé

## Commandement de Longstreet
Lieutenant général James Longstreet 
| Division                                              | Brigade                                                                           | Régiments et autres |
| ----------------------------------------------------- | --------------------------------------------------------------------------------- | --- |
| Division de McLaws Major général Lafayette McLaws     | Brigade de Kershaw Brigadier général Joseph B. Kershaw                            | - 2nd South Carolina : Colonel John D. Kennedy - 3rd South Carolina : Colonel James D. Nance - 7th South Carolina : Colonel D. Wyatt Aiken - 8th South Carolina : Colonel John W. Henagan - 15th South Carolina : Colonel Joseph F. Gist - 3rd South Carolina Battalion : Lieutenant-colonel William G. Rice                                                                                    |
| Division de McLaws Major général Lafayette McLaws     | Brigade de Wofford Colonel Solon Z. Ruff (†) Lieutenant-colonel N.L. Hutchins Jr. | - 16th Georgia : Colonel James S. Gholston - 18th Georgia : Cpt J.A. Crawford - 24th Georgia : Colonel Robert McMillan - Légion de Géorgie de Cobb : Lieutenant-colonel Luther J. Glenn - 3rd Battalion Georgia Sharpshooters : Lieutenant-colonel N.L. Hutchins Jr. |
| Division de McLaws Major général Lafayette McLaws     | Brigade de Humphreys Brigadier général Benjamin Humphreys                         | - 13th Mississippi : Colonel Kennon McElroy (†), Lieutenant-colonel A.G. O'Brien - 17th Mississippi : Colonel William D. Holder - 18th Mississippi : Colonel Thomas M. Griffin - 21st Mississippi : Colonel D.N. Moody |
| Division de McLaws Major général Lafayette McLaws     | Brigade de Bryan Brigadier général Goode Bryan                                    | - 10th Georgia : Colonel John B. Weems - 50th Georgia : Colonel Peter A.S. McGlashan - 51st Georgia : Colonel Edward Ball - 53rd Georgia : Colonel James P. Simms |
| Division de Hood Brigadier général Micah Jenkins      | Brigade de Jenkins Colonel John Bratton                                           | - 1st South Carolina : Lieutenant-colonel Daniel Livingston - 2nd South Carolina Rifles : Colonel Thomas Thomson - 5th South Carolina : Colonel Ashbury Coward - 6th South Carolina : Colonel John Bratton - Hampton South Carolina Legion : Colonel Martin W. Gary - Palmetto South Carolina Sharpshooters : Colonel Joseph A. Walker                                                          |
| Division de Hood Brigadier général Micah Jenkins      | Brigade de Law Brigadier général Evander Law                                      | - 4th Alabama : Colonel Pinckney D. Bowles - 15th Alabama : Colonel William C. Oates - 44th Alabama : Colonel William F. Perry - 47th Alabama : Colonel Michael J. Bugler - 48th Alabama : Colonel James L. Sheffield |
| Division de Hood Brigadier général Micah Jenkins      | Brigade de Robertson Brigadier général Jerome B. Robertson                        | - 3rd Arkansas : Colonel Van H. Manning - 1st Texas : Colonel A.T. Rainey - 4th Texas : Colonel J.C.G. Key - 5th Texas : Colonel R.M. Powell |
| Division de Hood Brigadier général Micah Jenkins      | Brigade d'Anderson Brigadier général George T. Anderson                           | - 7th Georgia : Colonel W.W. White - 8th Georgia : Colonel John R. Towers - 9th Georgia : Colonel Benjamin Beck - 11th Georgia : Colonel Francis Little - 59th Georgia : Colonel Jack Brown |
| Division de Hood Brigadier général Micah Jenkins      | Brigade de Benning Brigadier général Henry Benning                                | - 2nd Georgia : Colonel Edgar M. Butt - 15th Georgia : Colonel Dudley M. Du Bose - 17th Georgia : Colonel Wesley C. Hodges - 20th Georgia : Colonel J.D. Waddell |
| Division de Buckner Brigadier général Bushrod Johnson | Brigade de Johnson Colonel John Fulton                                            | - 17th & 23rd Tennessee : Colonel R.H. Keeble - 25th & 44th Tennessee : Colonel John Fulton - 63rd Tennessee : Lieutenant-colonel Abraham Fulkerson |
| Division de Buckner Brigadier général Bushrod Johnson | Brigade de Gracie Brigadier général Archibald Gracie III                          | - 41st Alabama : Colonel Martin L. Stansel - 43rd Alabama : Colonel Young M. Moody - 1st & 2nd Battalion, Hilliard' Legion : Colonel John Sanford - 2nd & 4th Battalion, Hilliard's Legion : Colonel Bolling Hall Jr. |
| Artillerie                                            | Bataillon d'Alexander Colonel Edward P. Alexander Commandant Frank Huger          | - Batterie de Fickling (Caroline du Sud) : Capitaine Wiliam W. Fickling - Batterie de Jordan (Virginie) : Capitaine Tyler C. Jordan - Batterie de Moody (Louisiane) : Capitaine George V. Moody - Batterie de Parker (Virginie) : Capitaine William W. Parker - Batterie de Taylor (Virginie) : Capitaine Osmond B. Taylor - Batterie de Woolfolk (Virginie) : Capitaine Pichegru Woolfolk, Jr. |

### Corps de cavalerie
Major général William T. Martin
| Division                                            | Brigade                                   | Régiments et autres |
| --------------------------------------------------- | ----------------------------------------- | --- |
| Première division Brigadier général John T. Morgan  | Première brigade Colonel Alfred Russell   | - 1st Alabama : Colonel William A. Allen - 3rd Alabama : Colonel James Hagan - 4th Alabama : Colonel Alfred Russell - 7th Alabama : Colonel James C. Malone Jr. - 51st Alabama : Commandant James T. Dye                           |
| Première division Brigadier général John T. Morgan  | Deuxième brigade Colonel Charles C. Crews | - 1st Georgia : Lieutenant-colonel Samuel Davitte - 2nd Georgia : Lieutenant-colonel F.M. Ison - 3rd Georgia : Colonel R. Thompson - 4th Georgia (Avery) : Lieutenant-colonel William C. Cook - 6th Georgia : Colonel John R. Hart |
| Première division Brigadier général John T. Morgan  | Artillerie                                | - Batterie de White (Tennessee) : Premier lieutenant Arthur Pue Jr. - Batterie de Wiggins (Arkansas) : Premier lieutenant J.P. Bryant                                                                                              |
| Deuxième division Brigadier général Frank Armstrong | Première brigade Colonel Jacob B. Biffle  | - 4th Tennessee : Colonel Peril C. Haynes - 8th Tennessee : Colonel George G. Dibrell - 9th Tennessee : Colonel Jacob B. Biffle - 10th Tennessee : Lieutenant-colonel Nicholas N. Cox - 11th Tennessee : Colonel Daniel W. Holman  |
| Deuxième division Brigadier général Frank Armstrong | Deuxième brigade Colonel Thomas Harrison  | - 3rd Arkansas : Colonel A.W. Hobson - 8th Texas : Colonel Thomas Harrison - 11th Texas : Colonel G.R. Reeves |
| Deuxième division Brigadier général Frank Armstrong | Artillerie                                | - Batterie d'Huggins (Tennessee) : Capitaine A.L. Huggins |